# Monocelis spectator
Monocelis spectator är en plattmaskart som beskrevs av Sopott-Ehlers och Ax 1985. Monocelis spectator ingår i släktet Monocelis och familjen Monocelididae. Inga underarter finns listade i Catalogue of Life.